# Campeonato Acriano de Futebol Juvenil
O Campeonato Acriano de Futebol Juvenil é uma competição anual de futebol masculino, atualmente para jogadores com menos de 17 anos de idade, organizada pela Federação de Futebol do Estado do Acre.
Entre 2013 e 2015, a competição foi denominada Copa Antônio Aquino Sub-17.

## Títulos por equipe
| Clube            | Cidade           | Títulos                    |
| ---------------- | ---------------- | -------------------------- |
| Galvez           | Rio Branco       | 4 (2015, 2016, 2017, 2019) |
| Andirá           | Rio Branco       | 1 (2002)                   |
| Atlético Acreano | Rio Branco       | 1 (2018)                   |
| Bangu            | Senador Guiomard | 1 (2014)                   |
| Independência    | Rio Branco       | 1 (2007)                   |
| Juventus         | Rio Branco       | 1 (2013)                   |